# Lypha frontalis
Lypha frontalis là một loài ruồi trong họ Tachinidae.